# 일본 중의원 의원 총선거
중의원 의원 총선거(일본어: 衆議院議員総選挙 슈기인 기인 소센쿄[*])는 중의원 의원을 선출하기 위한 일본의 선거다. 줄여서 단순히 총선거(일본어: 総選挙)라고도 하며 혹은 중원선(일본어: 衆院選)이라고도 한다.

## 「일본 제국 헌법」하의 중의원 의원 총선거
「일본 제국 헌법」 제35조는 선거법의 규정에 따라 선출된 의원들로 중의원을 조직하도록 규정하고 있었다. 이에 따라 1889년 법률 제37호 「중의원 의원 선거법」이 제정되었다. 이 당시의 선거권은 ▲일본 신민 남성으로 만 25세 이상일 것 ▲선거구가 속한 도부현에 1년 이상 거주하고 있을 것 ▲1년 이상 직접국세 15엔 이상을 납부했을 것 등 세 가지 조건을 모두 만족해야만 행사할 수 있었다.
1900년 법률 제73호 개정 「중의원 의원 선거법」이 공포되면서 1년 이상 직접국세 15엔 이상 규정이 1년 이상 지조를 10엔 이상 납부했거나 2년 이상 지조 이외의 직접국세 10엔 이상을 납부한 경우로 완화됐다. 그리고 이른바 보통선거법으로 불리는 1925년 법률 제47호 개정 「중의원 의원 선거법」에 따라 납세 자격은 완전 철페됐다. 이후 1945년 법률 제42호 개정 「중의원 의원 선거법」이 시행되면서 여성의 선거권이 인정됐다.
피선거권의 경우 1889년 법률 제37호 「중의원 의원 선거법」에선 ▲일본 신민 남성으로 만 30세 이상일 것 ▲1년 이상 직접국세 15엔 이상을 납부했을 것 등 두 가지를 만족해야만 했다. 이것이 1900년 법률 제73호 개정 「중의원 의원 선거법」에 따라 납세 자격이 사라지면서 원칙적으로 만 30세 이상 일본 신민 남자는 모두 출마가 가능해졌다. 그리고 1945년 법률 제42호 개정 「중의원 의원 선거법」으로 여성의 출마도 가능해졌다.
1947년 5월 3일 「일본국 헌법」이 시행되면서 1946년 4월 10일 시행된 제22회 일본 중의원 의원 총선거는 「일본 제국 헌법」하에서 실시된 마지막 총선이 되었다. 다만 제23회 일본 중의원 의원 총선거 자체는 신헌법이 시행되기 전인 4월 25일에 시행됐지만 개원은 신헌법 이후에 이루어졌다. 그리고 1950년 「공직선거법」이 시행되면서 기존의 「중의원 의원 선거법」은 역사속으로 사라졌다.

## 「일본국 헌법」하의 중의원 의원 총선거
「일본국 헌법」의 제정과 함께 중의원은 명실상부 일본 국민을 대표하는 기관으로 자리매김했다. 임기는 4년이지만 중의원 해산이 이루어지면 임기 도중에라도 해산한 날부터 40일 이내에 선거를 치러 새로운 의원을 선출한다. 해산이 이루어지지 않고 4년 임기가 끝나면 임기가 끝나는 날부터 30일 이내에 선거를 치러야 한다. 다만 이 기간에 국회가 개회중이거나 폐회한 지 23일 이내인 경우에는 폐회한 날부터 24일이 경과한 이후의 30일 이내에 선거를 치른다. 현행 헌법하에서 임기 만료로 인한 총선은 1976년의 제34회 일본 중의원 의원 총선거뿐이다. 한편 임기 만료 직전에 중의원을 해산하면 임기 만료일이 아니라 해산일을 기준으로 선거를 시행하는데 이는 2021년의 제49회 일본 중의원 의원 총선거가 유일하다.
일반적으로 총선거는 중의원 의원을 선출할 때만 사용하며 참의원 의원을 선출할 때는 3년마다 절반씩 개선하기 때문에 통상선거라고 표현한다. 「공직선거법」 제31조 역시 임기 만료 혹은 해산에 따라 중의원 의원을 선출하는 것을 총선거라 표현하고 있다. 다만 천황의 국사행위를 규정한 「일본국 헌법」 제7조제4호는 국회의원 총선거의 시행을 공시하는 것을 언급하고 있다. 「일본국 헌법」 제42조에 따라 국회는 중의원과 참의원 모두를 가리키므로 참의원 의원 선거를 총선거의 개념에 포함할 여지는 있다. 참고로 중의원 의원 총선거는 시행일로부터 적어도 12일 전에는 공시해야 한다.
선거는 투표로 진행하며 소선거구에 출마한 후보자와 비례대표에 출마한 후보자에게 각각 한 표씩 행사한다. 특별한 규정이 없는 한 소선거구 선거는 각 도도부현선거관리위원회가 관할하며 비례대표 선거는 중앙선거관리위원회가 관할한다.
선거에서 선출된 의원의 임기는 4년으로 선거 당일부터 기산한다. 다만 임기 만료에 의한 총선이 치러지면 전임자의 임기가 만료되는 날의 다음 날부터 기산한다.
해산을 통해 선거를 치르면 선거일로부터 30일 이내에 국회를 소집해야 한다. 이때 소집된 국회는 특별국회다. 반대로 임기 만료에 의한 선거를 치르면 임기가 시작한 날부터 30일 이내에 국회를 소집하는데 이때의 국회는 임시국회다. 다만 그 기간 안에 통상국회가 소집되거나 참원선이 진행중일 때는 소집하지 않을 수 있다.
중원선이 진행될 때는 최고재판소 재판관 국민심사가 함께 진행된다.

### 선거권과 피선거권
중의원 의원이 될 자격과 중원선에 참여할 자격은 「공직선거법」에 규정되어 있다. 선거권은 일본국적을 가진 만 18세 이상인 사람이면 누구나 가진다. 패전 직전에 개정된 「중의원 의원 선거법」에 따라 선거권은 만 20세 이상에게 주어졌는데 2015년 6월 개정 「공직선거법」에 따라 선거연령이 하향됐다.
다만 ▲금고 이상의 형을 선고받고 그 집행이 끝나지 않은 자 ▲금고 이상의 형을 선고받고 그 집행을 받지 아니하기로 확정되지 않은 ▲공직에 있는 동안 「형법」 제197조~제197조의4가 규정한 죄 혹은 「공직에 있는 자 등의 알선 행위에 따른 이익 등의 처벌에 관한 법률」 제1조가 규정한 죄에 따라 처벌받고 그 집행이 끝나지 않았거나 그 집행의 면제를 받은 자 중에서 집행이 끝났거나 집행의 면제를 받은 날부터 5년이 지나지 않은 자 혹은 그 형의 집행유예를 받은 자 ▲법정선거, 투표, 국민심사에 관한 범죄를 저질러 금고 이상의 형을 선고받아 집행유예를 받은 자는 선거권을 행사할 수 없다.
피선거권은 일본국적을 가진 만 25세 이상인 사람이면 누구나 가진다. 다만 선거권을 가지지 못하는 사유에 속하는 사람은 피선거권도 행사할 수 없다.

### 선거 방식
의원 정수, 선거구, 투표 방법 등은 「공직선거법」에 규정되어 있다. 현재 의원 정수는 465명으로 소선거구 289개에서 각각 한 명씩 선출하며 비례대표를 11개 권역별로 나누어 총 176명을 선출한다.

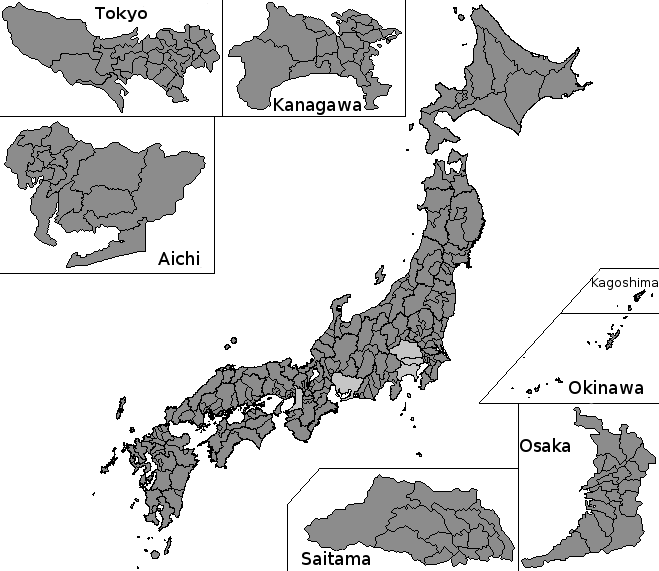
소선거구 분포(2022년 개정 전)

소선거구제 선거구는 각 선거구별로 최다득표자 1명만이 선출된다. 다만 최다득표자가 유효투표수의 1/6을 얻지 못하면 해당 선거구의 당선자가 없는 것으로 본다. 선거인은 투표 용지에 한 명의 후보자 이름만을 직접 적어서 투표하는데 이를 자서식 투표라 한다. 소선거구제 선거구는 일본 내각부에 설치된 중의원 의원 선거구 획정 심의회가 획정한다. 선거구 목록은 일본 중의원 소선거구제 선거구 목록 문서를 참고하면 된다.

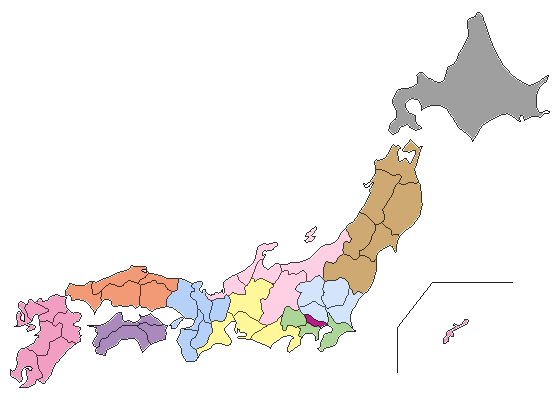
비례대표 블록

비례대표제 선거구는 도도부현을 단위로 홋카이도, 도호쿠, 기타칸토, 미나미칸토, 도쿄, 호쿠리쿠신에쓰, 도카이, 긴키, 주고쿠, 시코쿠, 규슈 등 11개로 구분되어 있다. 선거구 목록은 일본 중의원 비례대표제 선거구 목록 문서를 참고하면 된다. 비례대표제 선거구는 소선거구제 선거구와 달리 '비례(대표) ○○ 블록'이란 표현이 자주 사용된다. 단순히 '비례 ○○'라고도 한다. 선거인은 투표 용지에 하나의 정당 이름만을 직접 적어서 투표한다.
소선거구제 선거구와 비례대표제 선거구에 중복으로 출마하는 중복 입후보 제도가 있다. 이 경우 비례대표 번호도 공동으로 받을 수 있는데 소선거구 출마자가 비례대표 단독 출마자와 같은 번호를 받을 수는 없으며 반드시 소선거구 출마자들끼리만 같은 번호를 공유하게 된다. 같은 번호에서 당선자와 낙선자를 가를 때에는 석패율을 적용한다. 다만 소선거구에서 유효투표 총수의 1/10을 얻지 못했을 때는 석패율을 계산하지 않고 비례대표에서도 낙선한 것으로 본다.
자서식 투표를 해도 성씨와 이름을 반드시 모두 적지 않아도 구분할 수 있다면 유효표가 된다. 어떤 후보자 혹은 정당에 투표했는지 불명확할 때는 안분표로 처리해서 계산한다.

## 연혁
- 1889년: 「중의원 의원 선거법」이 공포됨. 소선거구제를 원칙으로 하며 직접국세 15엔 이상을 납부하는 만 25세 이상 남자에게 투표권이 인정됨.
- 1890년: 첫 총선 실시.
- 1900년: 각 부현을 하나의 선거구로 하는 대선거구제를 도입함(인구가 3만 명이 넘는 도시는 독립된 선거구로 분리). 선거권 기준을 직접국세 10엔 이상으로 하향함.
- 1919년: 소선거구제로 돌아감. 선거권 기준을 직접국세 3엔 이상으로 하향함.
- 1925년: 중선거구제를 도입함. 납세 조건을 철폐하여 만 25세 이상 모든 남자에게 선거권이 부여됨.
- 1945년: 각 도도부현을 하나의 선거구로 하는 제한연기 대선거구제를 도입함(일부는 둘 이상의 선거구로 나뉨). 만 20세 이상 모든 남녀에게 선거권이 부여됨.
- 1947년: 단기 중선거구제를 도입. 신헌법 시행과 함께 보통선거·평등선거·비밀선거 실시.
- 1950년: 「공직선거법」 시행.
- 1994년: 소선거구 비례대표 병립제를 도입.
- 1997년: 투표 시간 연장. 부재자 투표의 요건을 완화.
- 2000년: 선상투표와 재외투표를 도입.
- 2003년: 사전투표 도입.
- 2015년: 선거 연령을 만 18세로 하향함.

## 역대 중의원 의원 총선거
| 회차   | 실시 내각                         | 투표 날짜        | 투표 요일 | 투표율 | 의원 정수 | 해산/임기 만료된 날짜 | 유권자 수     | 비고                                              |
| ------ | --------------------------------- | ---------------- | --------- | ------ | --------- | --------------------- | ------------- | ------------------------------------------------- |
| 제1회  | 제1차 야마가타 내각               | 1890년 7월 1일   | 화요일    | 93.91% | 300명     |                       | 450,872명     |                                                   |
| 제2회  | 제1차 마쓰카타 내각               | 1892년 2월 15일  | 월요일    | 91.59% | 300명     | 1891년 12월 25일      | 434,594명     |                                                   |
| 제3회  | 제2차 이토 내각                   | 1894년 3월 1일   | 금요일    | 88.76% | 300명     | 1893년 12월 30일      | 440,113명     |                                                   |
| 제4회  | 제2차 이토 내각                   | 1894년 9월 1일   | 토요일    | 84.84% | 300명     | 1894년 6월 2일        | 460,483명     |                                                   |
| 제5회  | 제3차 이토 내각                   | 1898년 3월 15일  | 화요일    | 87.5%  | 300명     | 1897년 12월 25일      | 452,637명     |                                                   |
| 제6회  | 제1차 오쿠마 내각                 | 1898년 8월 10일  | 수요일    | 79.91% | 300명     | 1898년 6월 10일       | 502,292명     |                                                   |
| 제7회  | 제1차 가쓰라 내각                 | 1902년 8월 10일  | 일요일    | 88.39% | 376명     | 1902년 8월 9일        | 982,868명     | 임기 만료로 인한 선거 비밀투표 도입               |
| 제8회  | 제1차 가쓰라 내각                 | 1903년 3월 1일   | 일요일    | 86.17% | 376명     | 1902년 12월 28일      | 958,322명     |                                                   |
| 제9회  | 제1차 가쓰라 내각                 | 1904년 3월 1일   | 화요일    | 86.06% | 379명     | 1903년 12월 11일      | 762,445명     | 홋카이도에서 첫 총선 참여                         |
| 제10회 | 제1차 사이온지 내각               | 1908년 5월 15일  | 금요일    | 85.29% | 379명     | 1908년 3월 27일       | 1,590,045명   | 임기 만료로 인한 선거                             |
| 제11회 | 제2차 사이온지 내각               | 1912년 5월 15일  | 수요일    | 89.58% | 381명     | 1912년 5월 14일       | 1,506,143명   | 임기 만료로 인한 선거 오키나와현에서 첫 총선 참여 |
| 제12회 | 제2차 오쿠마 내각                 | 1915년 3월 25일  | 목요일    | 92.13% | 381명     | 1914년 12월 25일      | 1,546,411명   |                                                   |
| 제13회 | 데라우치 내각                     | 1917년 4월 20일  | 금요일    | 91.92% | 381명     | 1917년 1월 25일       | 1,422,126명   |                                                   |
| 제14회 | 하라 내각                         | 1920년 5월 10일  | 월요일    | 86.73% | 464명     | 1920년 2월 26일       | 3,069,148명   |                                                   |
| 제15회 | 기요우라 내각                     | 1924년 5월 10일  | 토요일    | 91.18% | 464명     | 1924년 1월 31일       | 3,288,405명   |                                                   |
| 제16회 | 다나카 기이치 내각                | 1928년 2월 20일  | 금요일    | 80.36% | 466명     | 1928년 1월 21일       | 12,408,678명  | 25세 이상 남자 보통선거                           |
| 제17회 | 하마구치 내각                     | 1930년 2월 20일  | 목요일    | 83.43% | 466명     | 1930년 1월 21일       | 12,812,895명  |                                                   |
| 제18회 | 이누카이 내각                     | 1932년 2월 20일  | 토요일    | 81.68% | 466명     | 1932년 1월 21일       | 13,237,841명  |                                                   |
| 제19회 | 오카다 내각                       | 1936년 2월 20일  | 목요일    | 78.65% | 466명     | 1936년 1월 21일       | 14,479,553명  |                                                   |
| 제20회 | 하야시 내각                       | 1937년 4월 30일  | 금요일    | 73.31% | 466명     | 1937년 3월 31일       | 14,618,298명  |                                                   |
| 제21회 | 도조 내각                         | 1942년 4월 30일  | 목요일    | 83.16% | 466명     | 1942년 4월 29일       | 14,594,287명  | 임기 만료로 인한 선거                             |
| 제22회 | 시데하라 내각                     | 1946년 4월 10일  | 수요일    | 72.08% | 466명     | 1945년 12월 18일      | 36,878,420명  | 20세 이상 남녀 보통선거                           |
| 제23회 | 제1차 요시다 내각                 | 1947년 4월 25일  | 금요일    | 67.95% | 466명     | 1947년 3월 31일       | 40,907,493명  |                                                   |
| 제24회 | 제2차 요시다 내각                 | 1949년 1월 23일  | 일요일    | 74.04% | 466명     | 1948년 12월 23일      | 42,105,300명  |                                                   |
| 제25회 | 제3차 요시다 내각                 | 1952년 10월 1일  | 수요일    | 76.43% | 466명     | 1952년 8월 28일       | 46,772,584명  |                                                   |
| 제26회 | 제4차 요시다 내각                 | 1953년 4월 19일  | 일요일    | 74.22% | 466명     | 1953년 3월 14일       | 47,090,167명  |                                                   |
| 제27회 | 제1차 하토야마 이치로 내각        | 1955년 2월 27일  | 일요일    | 75.84% | 467명     | 1955년 1월 24일       | 49,235,375명  |                                                   |
| 제28회 | 제1차 기시 내각                   | 1958년 5월 22일  | 목요일    | 76.99% | 467명     | 1958년 4월 25일       | 52,013,529명  |                                                   |
| 제29회 | 제1차 이케다 내각                 | 1960년 11월 20일 | 일요일    | 73.51% | 467명     | 1960년 10월 24일      | 54,312,993명  |                                                   |
| 제30회 | 제2차 이케다 내각                 | 1963년 11월 21일 | 목요일    | 71.14% | 467명     | 1963년 10월 23일      | 58,285,678명  |                                                   |
| 제31회 | 제1차 사토 내각                   | 1967년 1월 29일  | 일요일    | 73.99% | 486명     | 1966년 12월 27일      | 62,992,796명  |                                                   |
| 제32회 | 제2차 사토 내각                   | 1969년 12월 27일 | 토요일    | 68.51% | 486명     | 1960년 12월 2일       | 69,260,424명  |                                                   |
| 제33회 | 제1차 다나카 가쿠에이 내각        | 1972년 12월 10일 | 일요일    | 71.76% | 491명     | 1972년 11월 13일      | 73,769,636명  |                                                   |
| 제34회 | 미키 내각                         | 1976년 12월 5일  | 일요일    | 73.45% | 511명     | 1976년 12월 9일       | 77,926,588명  | 임기 만료로 인한 선거                             |
| 제35회 | 제1차 오히라 내각                 | 1979년 10월 7일  | 일요일    | 68.01% | 511명     | 1979년 9월 7일        | 80,169,924명  |                                                   |
| 제36회 | 제2차 오히라 내각                 | 1980년 6월 22일  | 일요일    | 74.57% | 511명     | 1980년 5월 19일       | 80,925,034명  | 양원 동시 선거                                    |
| 제37회 | 제1차 나카소네 내각               | 1983년 12월 18일 | 일요일    | 67.94% | 511명     | 1983년 11월 28일      | 84,252,608명  |                                                   |
| 제38회 | 제2차 나카소네 내각 (제2차 개조)  | 1986년 7월 6일   | 일요일    | 71.4%  | 512명     | 1986년 6월 2일        | 86,426,845명  | 양원 동시 선거                                    |
| 제39회 | 제1차 가이후 내각                 | 1990년 2월 18일  | 일요일    | 73.31% | 512명     | 1990년 1월 24일       | 90,322,908명  |                                                   |
| 제40회 | 미야자와 내각 (개조)              | 1993년 7월 18일  | 일요일    | 67.26% | 511명     | 1993년 6월 18일       | 94,477,816명  |                                                   |
| 제41회 | 제1차 하시모토 내각               | 1996년 10월 20일 | 일요일    | 59.65% | 500명     | 1996년 9월 27일       | 97,680,719명  | 소선거구 비례대표 병립제 도입                     |
| 제42회 | 제1차 모리 내각                   | 2000년 6월 25일  | 일요일    | 62.49% | 480명     | 2000년 6월 2일        | 100,492,328명 |                                                   |
| 제43회 | 제1차 고이즈미 내각 (제2차 개조)  | 2003년 11월 9일  | 일요일    | 59.86% | 480명     | 2003년 10월 10일      | 102,306,684명 |                                                   |
| 제44회 | 제2차 고이즈미 내각 (개조)        | 2005년 9월 11일  | 일요일    | 67.51% | 480명     | 2005년 8월 8일        | 103,067,966명 |                                                   |
| 제45회 | 아소 내각                         | 2009년 8월 30일  | 일요일    | 69.28% | 480명     | 2009년 7월 21일       | 104,057,361명 |                                                   |
| 제46회 | 노다 내각 (제3차 개조)            | 2012년 12월 16일 | 일요일    | 59.32% | 480명     | 2012년 11월 16일      | 103,959,866명 |                                                   |
| 제47회 | 제2차 아베 신조 내각 (개조)       | 2014년 12월 14일 | 일요일    | 52.66% | 475명     | 2014년 11월 21일      | 104,067,104명 |                                                   |
| 제48회 | 제3차 아베 신조 내각 (제3차 개조) | 2017년 10월 22일 | 일요일    | 53.68% | 465명     | 2017년 9월 28일       | 106,091,229명 | 18세 이상으로 선거 연령 하향                      |
| 제49회 | 제1차 기시다 내각                 | 2021년 10월 31일 | 일요일    | 55.93% | 465명     | 2021년 10월 14일      | 105,622,758명 |                                                   |
| 제50회 | 이시바 내각                       | 2024년 10월 27일 | 일요일    | 53.85% | 465명     | 2024년 10월 9일       | 103,880,749명 |                                                   |

## 기타 기록
- 역대 최고 투표율: 제1회 총선(93.91%)
- 역대 최저 투표율: 제47회 총선(52.66%)
- 역대 최다 후보자 수: 제22회 총선(2770명)

## 같이 보기
- 일본의 선거
- 중의원 해산
- 일본 중의원 소선거구제 선거구 목록
- 일본 중의원 비례대표제 선거구 목록
- 일본 중의원 의원 목록
- 중복 입후보 제도
- 일본 참의원 의원 통상선거
- 양원 동시 선거
- 최고재판소 재판관 국민심사